# Autódromo Internacional de Curitiba
L'Autódromo Internacional de Curitiba (conosciuto anche come Autódromo de Pinhais o Circuito Raul Boesel) è un autodromo situato nell'area metropolitana di Curitiba, nel comune di Pinhais. Può ospitare fino a 30.000 persone a sedere.
Su questo tracciato corrono regolarmente diverse categorie, come il Campionato Brasiliano di Stock Car, la Fórmula Truck, la Copa Turismo GNV, la Pick Up Racing, il Campeonato Paranaense de Arrancada, il Trofeo Maserati, il Campeonato Paranaense de Motovelocidade, le Copas Turismo I, A ed N.
Come categorie internazionali, ha ospitato la World Series by Renault (categoria che, inoltre, detiene il record assoluto del tracciato) e il Campionato Mondiale Turismo WTCC.

## Storia
La costruzione dell'autodromo iniziò nel 1965 e fu terminata nel 1967. Si trattava di un circuito ovale con tre curve e di 2.7 km di lunghezza quando furono ospitate le prime competizioni di automobilismo, motociclismo e anche ciclismo. In quell'epoca, il circuito era chiamato Autódromo de Pinhais.

## Caratteristiche del circuito
Si tratta del circuito con le strutture più moderne del Brasile dopo Interlagos. Nella sua attuale configurazione, l'autodromo è omologato per ospitare corse gestite dalla CBA (Confederação Brasileira de Automobilismo). Inoltre, soddisfa gli standard della FIA e può, quindi, ospitare anche corse di categorie mondiali. A causa delle sue infrastrutture moderne e sicure, è classificato come uno tra i migliori circuiti del mondo.
- Il circuito è largo 15 metri.
- Il dislivello massimo presentato dal circuito è di 4 metri.

Circuito semi-ovale
- Circuito ovale lungo 2.550 metri.

Circuito misto
Presenta sette curve a destra e quattro a sinistra. Il rettilineo è lungo 980 metri, mentre la lunghezza totale della pista è 3.695 metri.

## Le curve
- "S" de Baixa: sequenza di curve a "S" alla fine del rettilieo iniziale, dopo una forte frenata.
- Junção: è una curva a destra con due punti di corda, che generalmente si fa in piena accelerazione.
- Pinheirinho: la più tecnica di tutte le curve, a sinistra, con un raggio doppio, a bassa velocità.
- "S" de Alta: una sequenza a forma di "S", con un raggio lungo, che generalmente si fa in piena accelerazione (o quasi), in discesa e con scarsa visibilità.
- Vitória: è una curva che precede il lungo rettilineo, con un lungo raggio e che si percorre ad alta velocità.

## I record di ciascuna categoria
I vari record dell'autodromo:
| Categoria                            | Record   | Pilota           | Team                                      | Anno |
| ------------------------------------ | -------- | ---------------- | ----------------------------------------- | ---- |
| Telefonica World Series              | 1'09"772 | André Couto      | Vergani Racing                            | 2002 |
| Formula 3 sudamericana               | 1'13"484 | Diego Nunes      | Bassani Racing                            | 2006 |
| Formula Renault                      | 1'16"969 | Nelson Merlo     | Bassani Racing                            | 2005 |
| Stock Car brasiliane V8              | 1'20"549 | Luciano Burti    | MT Racing                                 | 2006 |
| Porsche GT3 Cup Challenge brasiliana | 1'24"384 | Ricardo Maurício | Porsche GT3 Cup (Porsche 911 GT3 Cup 997) | 2007 |
| TC 2000                              | 1'24"590 | Matías Rossi     | Chevrolet Elaion (Chevrolet Astra)        | 2006 |
| Campionato del Mondo Turismo WTCC    | 1'21"758 | Robert Huff      | RML Group (Chevrolet Cruze 1.6T)          | 2011 |
| Trofeo Maserati                      | 1'27"538 | Guto Negrão      | Medley (Maserati Coupé)                   | 2006 |
| H&R RacingDay                        | 1'28"876 | Jonas Gasparin   | Audi S3                                   | 2012 |
| Copa Clio                            | 1'40"883 | Edson do Valle   | Equipe W Racing (Renault Clio)            | 2006 |
| Formula Truck                        | 1'41"457 | Vinicius Ramires | RRT2 (Mercedes-Benz Axor 2044)            | 2006 |
| Copa Turismo I                       | 1'43"581 | Sharbel Hajjar   | Equipe AGB (Volkswagen Golf)              | 2007 |
| Copa Turismo A                       | 1'44"862 | Amauri Lisboa Jr | Equipe Sabo (Volkswagen Golf)             | 2007 |
| Copa Turismo N                       | 1'45"672 | Franklin Trupel  | Equipe Speed (Volkswagen Golf)            | 2007 |